# پسی پاشر
پسی پاشر (به لاتین: Pas-e Pashar) یک منطقهٔ مسکونی در افغانستان است که در ولایت بدخشان واقع شده‌است.